# 岡道爾夫堡教宗別墅

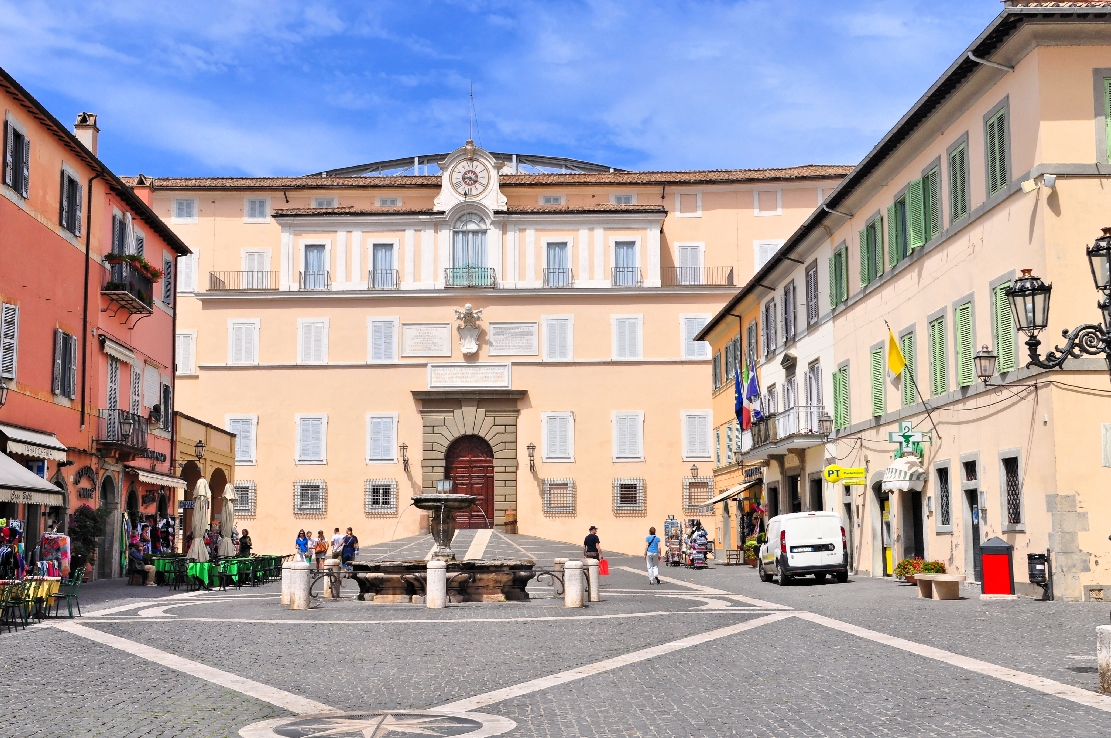
岡道爾夫堡教宗別墅（攝於2014年）

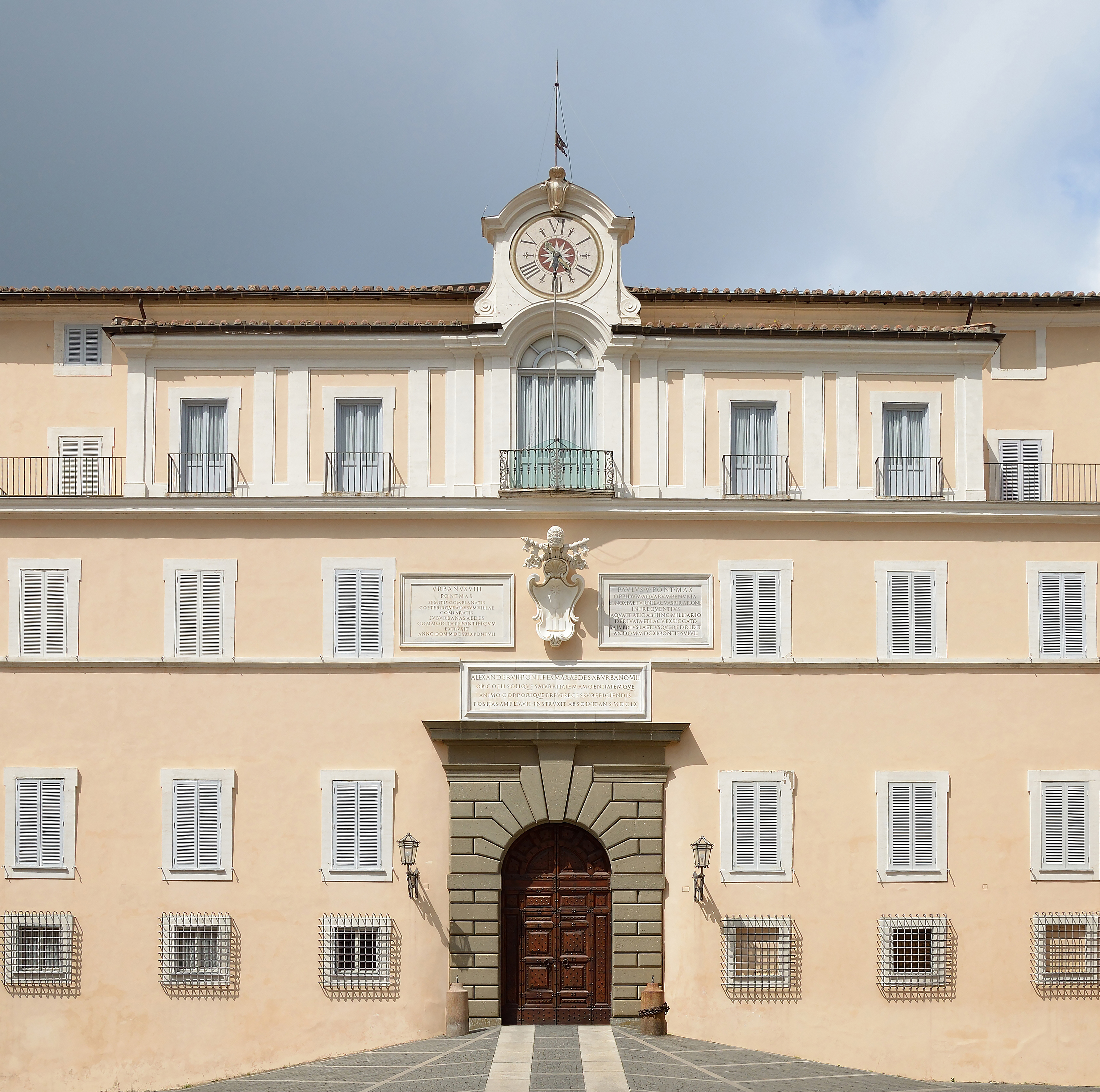
別墅正面景觀（攝於2015年4月19日）

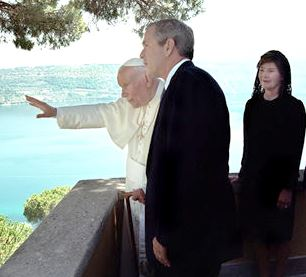
教宗若望保祿二世於2001年7月23日在岡道爾夫堡教宗別墅接見時任美国总統小布希及第一夫人蘿拉。

岡道爾夫堡教宗別墅，又稱為甘多福堡宗座宫（義大利語：Palazzo Apostolico di Castel Gandolfo），是位于意大利甘多尔福堡（即岡道爾夫堡）的教宗官邸，建於17世紀。除了「梵蒂岡之囚」時期，此處一直為教宗的夏日別墅、以及教宗進行假日避靜的場所；教宗一般會在6月至10月間的夏季時節，從梵蒂岡轉移至此居住。該處為聖座房地產之一，因此享有治外法权，不歸義大利國家或岡多菲堡政府管理。
教宗本篤十六世在2013年辭職後曾暫居於此，之後遷往梵蒂岡花園內的教會之母修道院定居。